# Grassi (cognome)
Grassi è un cognome di lingua italiana.

## Varianti
De Grassi, Degrassi, Grassani, Grassano, Grassato, Grasselli, Grassellini, Grassetti, Grassigli, Grassilli, Grassini, Grassino, Grasso, La Grassa, Lo Grasso.

## Origine e diffusione
Deriva dal soprannome "grasso", dal latino crassus, riferito a persone di robusta costituzione fisica e di buona salute.
È il quarantaseiesimo cognome italiano per diffusione, ed è portato da oltre 7.000 famiglie, concentrate perlopiù nell'Italia centrale e settentrionale, in particolare Lombardia, Toscana ed Emilia-Romagna.
La sua variante Grasso, portata da circa 8.000 famiglie, risulta essere più diffusa nelle regioni meridionali, in particolare Sicilia e Campania.

## Persone
- Giorgio Grassi, architetto italiano (Milano, n.1935)
- Liliana Grassi, architetta e storica dell'architettura italiana (Milano, n.1923 - Milano, † 1985)
- Vittorio Grassi, architetto italiano (Busto Arsizio, n.1968)